# Alexander Machado
Pour les articles homonymes, voir Machado.
Alexander Machado, né le 28 mai 2002 à Montevideo en Uruguay, est un footballeur uruguayen qui évolue au poste d'attaquant au Boston River.

## Biographie

### En club
Né à Montevideo en Uruguay, Alexander Machado est formé par l'un des clubs de la capitale uruguayenne, le CA Cerro. Il joue son premier match en professionnel le 5 mai 2019, lors d'une rencontre de première division uruguayenne contre le Defensor SC. Il entre en jeu à la place de Pablo Olivera (en) et son équipe s'incline par deux buts à zéro.
En avril 2021, Alexander Machado rejoint le Boston River. Il joue son premier match sous ses nouvelles couleurs le 23 juin 2021 contre le CS Cerrito en championnat. Il entre en jeu et son équipe s'incline par un but à zéro.

### En sélection
Alexander Machado représente notamment l'équipe d'Uruguay des moins de 17 ans de 2018 à 2019. Il participe notamment avec cette sélection au Championnat de la CONMEBOL des moins de 17 ans en 2019. Lors de ce tournoi il joue quatre matchs et se fait notamment remarquer contre la Colombie en marquant un but et délivrant une passe décisive, permettant aux siens de s'imposer (1-2 score final). Le 9 avril suivant il délivre une passe décisive lors de la victoire de son équipe contre l'Équateur (4-1 score final).